# Oh サンタ!
「Oh サンタ!」 (Oh Santa!)は、マライア・キャリーの楽曲。13枚目のスタジオ・アルバムおよび2枚目のクリスマス・アルバム『メリー・クリスマス II ユー』から最初のシングルとして発売された。

## 収録曲
デジタル・ダウンロード
1. Oh Santa! - 3:31

デジタル・ダウンロード / リミックスEP
1. Oh Santa! (Jump Smokers Edit) - 3:53
2. Oh Santa! (Low Sunday Edit) - 4:09
3. Oh Santa! (Jump Smokers Extended) - 4:08
4. Oh Santa! (Low Sunday Club) - 6:16
5. Oh Santa! (Jump Smokers Instrumental) - 3:52
6. Oh Santa! (Low Sunday Instrumental) - 6:18

### チャート成績
| チャート（2010年）            | 最高順位 |
| ----------------------------- | -------- |
| アメリカ（Billboard Hot 100） | 100      |

## アリアナ・グランデとジェニファー・ハドソンとのバージョン
2020年、Apple TV+のスペシャル番組『マライア・キャリーのマジカル・クリスマス・スペシャル』内にて、アリアナ・グランデとジェニファー・ハドソンが参加した新しいバージョンが披露された。このバージョンは同名のサウンドトラック・アルバムに収録された。

### チャート成績
| チャート（2020年）               | 最高順位 |
| -------------------------------- | -------- |
| イギリス（全英シングルチャート） | 50       |
| アメリカ（Billboard Hot 100）    | 76       |